# Región Central (Eritrea)
La región Central (en tigriña: ዞባ ማእከል, Ma'ekel; en italiano: Regione Centrale) es una región (zoba) de Eritrea. Su capital es Asmara, también capital nacional.

## Contexto geográfico
La región central de Eritrea tiene una superficie de unos 1300 km².

## Demografía
Su población es de aproximadamente 778.000 habitantes según censo de 2006.